# Негру де Пуркарь
Негру де Пуркарь — красное сухое молдавское вино из сортов Каберне Совиньон, Рара Нягрэ и Саперави. Имеет тёмно-рубиновый цвет.

## Области производства
Вино производится на винодельческих предприятиях Молдавии, в основном в Пуркары, Штефан-Водском районе. Имеет местное название «Вино английской королевы», потому что королева Елизавета II регулярно заказывала Негру де Пуркарь. Производится в ограниченных сериях.